# Alsat-1B
Alsat-1B ist ein algerischer Erdbeobachtungssatellit der algerischen Raumfahrtbehörde ASAL.
Er wurde am 26. September 2016 um 3:42 UTC mit einer PSLV-Trägerrakete vom Raketenstartplatz Satish Dhawan Space Centre (zusammen mit SCATSAT-1 371 kg, Alsat-1N 7 kg, Alsat-2B 117 kg, SpaceMag-PV 10 kg, CanX-7 8 kg, Pathfinder 1 44 kg, PISat 5 kg) in eine sonnensynchrone Umlaufbahn gebracht. Er ist der Nachfolger des Alsat-1A Satelliten.
Der dreiachsenstabilisierte Satellit ist mit sechs Aufnahmesystemen ausgerüstet die zusammen eine Auflösung von 12 m panchromatisch und 22 m multispektral und eine Schwadbreite von 660 km erreichen. Das Kamerasystem wiegt zusammen 12 kg, ist 31 × 26 × 24 cm groß und verbracht 24 Watt elektrische Leistung. Jedes einzelne dieser sechs Systeme besteht aus einem Linearsensor mit 14400 Pixeln mit eigener Optik und Farbfilter. Die Systeme sind in zwei nebeneinander angeordneten Bänken zu je drei Sensoren angeordnet, wobei sich die Aufnahmebereiche der beiden Bänke um 500 Pixel überlappen, so dass sich eine Bildbreite von 28300 Pixeln ergibt. Die drei Farbfilter sind auf die Aufnahmebänder der Landsat-atelliten abgestimmt und liegen im grünen (523–605 nm), roten (629–690 nm) und nahem Infrarotbereich (774–900 nm). Er wurde auf Basis des SSTL-100 Satellitenbus der Surrey Satellite Technology Ltd (SSTL) gebaut und besitzt eine geplante Lebensdauer von fünf Jahren. Der Satellitenbus bietet Reaktionsräder und Magnet Torquers zur Lageregelung die mit Hilfe von Sonnen- und Sternsensoren sowie Magnetometern gesteuert werden. Zusätzlich verfügt der Satellitenbus über kleine Triebwerke mit 50 mN Schub durch elektrisch erhitztes Butan. Die Energieversorgung übernehmen Solarzellen die auf der Oberfläche des würfelförmigen Satelliten und auf  kleinen ausklappbaren Solarzellenflächen installiert sind und Lithium-Ionen-Akkumulatoren mit 15 Ah Kapazität. Der Bordcomputer hat eine Speicherkapazität von 16 GB, die Datenübertragung zur Erde erfolgt im X-Band mit bis zu 80 Mbps, die Telemetrie erfolgt im S-Band. Alsat-1B wurde im Juli 2014 bei SSTL bestellt und soll dem Katastrophenschutz und Ressourcenmanagement dienen.